# Boulevard de Bercy
Der Boulevard de Bercy ist eine Straße im 12. Arrondissement von Paris.

## Lage
Der Boulevard beginnt an der Pont de Bercy und führt zum Boulevard de Reuilly. Dabei unterquert er die Schienenwege des Gare de Lyon.

## Namensursprung
Die Straße führt durch die ehemalige Gemeinde Bercy und hat daher ihren Namen.

## Geschichte

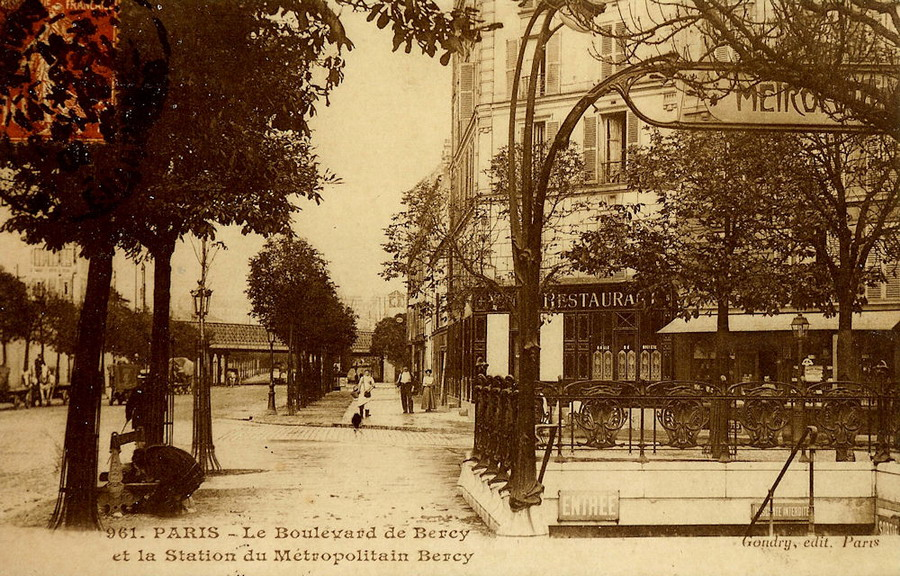
Der Boulevard de Bercy um 1900 (zwischen Rue de Bercy und Rue de Charenton)

Der Boulevard wurde auf den Fundamenten der Mauer der Generalpächter angelegt, wobei die an ihr verlaufenden Straßen einbezogen wurden:
- Straßen außerhalb der Mauer:
  - Boulevard de la Rapée: der Teil vom heutigen Quai de Bercy zur Rue de Bercy
  - Place Cabanis: heute die Kreuzung mit der Rue de Bercy
  - Boulevard de Bercy: von der heutigen Rue de Bercy bis zur Rue de Charenton

- Straßen innerhalb der Mauer:
  - Chemin de Ronde de la Rapée: zwischen dem heutigen Quai de la Rapée und der Rue de Bercy
  - Place de la Barrière de Bercy: heute die Kreuzung mit der Rue de Bercy
  - Chemin de Ronde de Bercy: von der heutigen Rue de Bercy bis zur Rue de Charenton
  - Place de la Barrière de Charenton: heute die Einmündung in die Rue de Charenton

Der Bau des Boulevard begann 1811 und er wurde 1864 benannt.

## Sehenswürdigkeiten

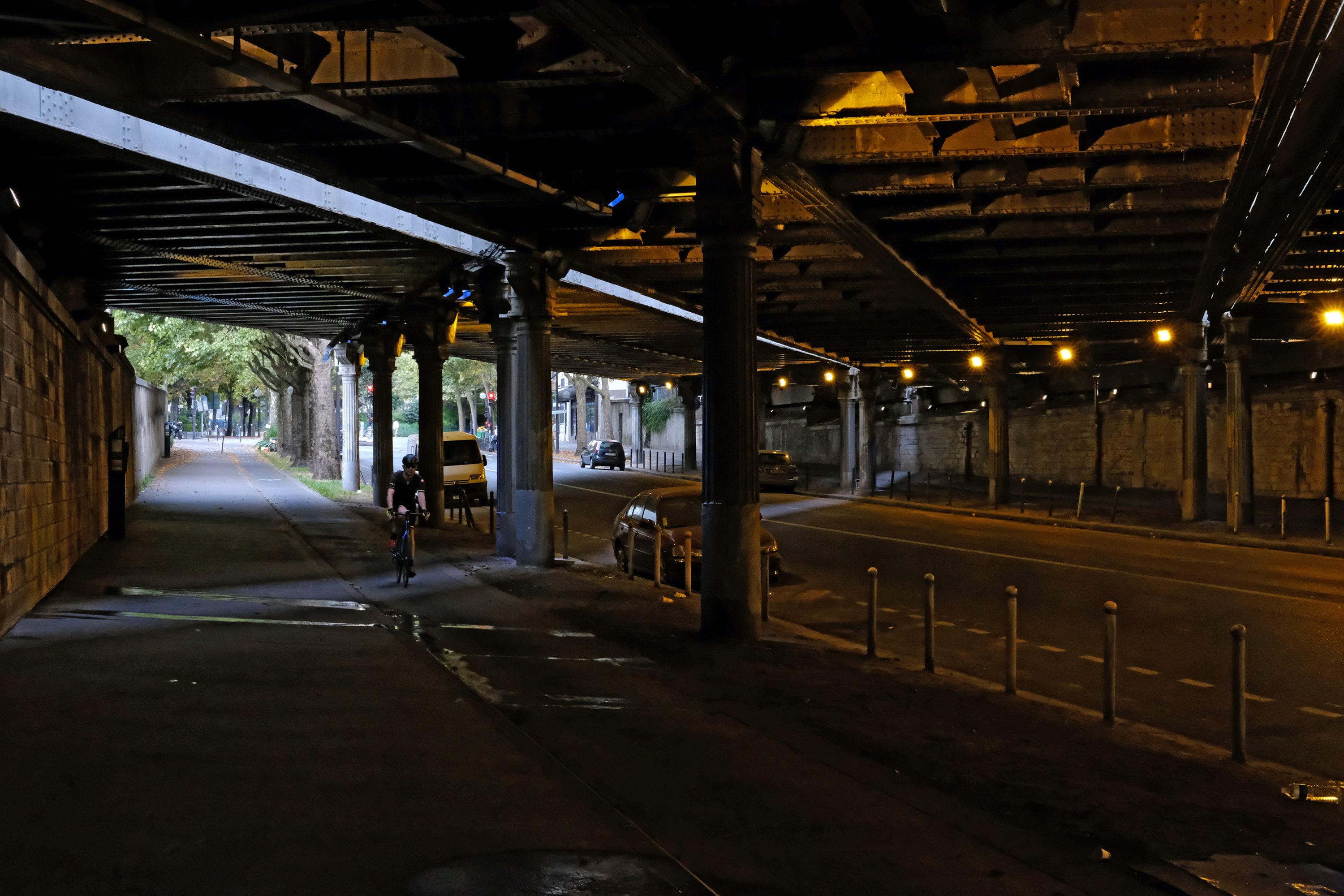
Der Boulevard de Bercy führt unter den Gleisen der SNCF am Gare de Lyon durch.

In der Verlängerung der Pont de Bercy liegen auf beiden Seiten die Gebäude des Ministeriums für Wirtschaft, Finanzen und Industrie und die Arena von Bercy.  Nach dem Knick bei der Rue de Bercy auf Höhe des Place du Bataillon du Pacifique führt er durch eine Reihe von Brücken und Tunnel unter den Bahngleisen vom nahe gelegenen Gare de Lyon durch. Er mündet dann in den Boulevard de Reuilly auf Höhe des Square Jean Morin.